# زفتية
زِفْتِيَّة أو الحَوْمَان أو البسوراليا (الاسم العلمي: Psoralea)، جنس نباتات من الفصيلة البقولية. على الرغم من أن معظم أنواعها سامة، إلا أن الجذور النشوية لـ P. esculenta وP. hypogaea صالحة للأكل.